# Ryoichi Maeda
Ryoichi Maeda (前田 遼一, Maeda Ryoichi, Kobe, 9 oktober 1981) is een Japans voetballer die als aanvaller speelt bij FC Gifu.

## Carrière
Op 3 mei 2000 speelde hij zijn eerste wedstrijd tegen Kawasaki Frontale, zijn eerste goal kwam op 28 augustus 2001 tegen JEF United Ichihara. Hij speelde tot nu 154 wedstrijden voor Jubilo Iwata en scoorde daarin 57 keer. Hij maakte zijn debuut als Japans international op 22 augustus 2007 tegen Kameroen.

## Statistieken

### Clubs
| seizoen     | club         | land  | competitie | wed. | goals |
| ----------- | ------------ | ----- | ---------- | ---- | ----- |
| 2000        | Jubilo Iwata | Japan | J-League   | 1    | 0     |
| 2001        | Jubilo Iwata | Japan | J-League   | 9    | 2     |
| 2002        | Jubilo Iwata | Japan | J-League   | 4    | 0     |
| 2003        | Jubilo Iwata | Japan | J-League   | 28   | 7     |
| 2004        | Jubilo Iwata | Japan | J-League   | 27   | 8     |
| 2005        | Jubilo Iwata | Japan | J-League   | 25   | 12    |
| 2006        | Jubilo Iwata | Japan | J-League   | 27   | 15    |
| 2007        | Jubilo Iwata | Japan | J-League   | 22   | 12    |
| 2008        | Jubilo Iwata | Japan | J-League   | 22   | 8     |
| 2009        | Jubilo Iwata | Japan | J-League   | 34   | 20    |
| Bijgewerkt: | 01-07-2007   |       | Totaal     | 199  | 84    |

### Interlands
| Japans voetbalelftal | Japans voetbalelftal | Japans voetbalelftal |
| Jaar                 | Wed.                 | Dlp.                 |
| -------------------- | -------------------- | -------------------- |
| 2007                 | 2                    | 1                    |
| 2008                 | 1                    | 1                    |
| 2009                 | 2                    | 0                    |
| 2010                 | 2                    | 0                    |
| 2011                 | 9                    | 4                    |
| 2012                 | 8                    | 4                    |
| 2013                 | 9                    | 0                    |
| Totaal               | 33                   | 10                   |

## Erelijst
- Beste jonge Aziatische voetballer uit 2000
- Topscorer van de J1 League in het seizoen 2008/2009